# Polydrusus pterygomalis
Polydrusus pterygomalis — вид долгоносиков-скосарей из подсемейства Entiminae.

## Описание
Жук длиной 4-4,5 мм. Тело сплошь в густых зелёных чешуйках, брюшко обычно голое, только бока первого и второго стернитов в зелёных чешуйках. Усики и ноги жёлтого цвета. Темя с обеих сторон с явственным, довольно сильным бугорком.

## Экология
Встречается жук в лесах. Полифаг.